# Tamerlán Basháyev
Tamerlán Táusovich Basháyev (en ruso: Тамерлан Таусович Башаев; Moscú, 22 de abril de 1996) es un deportista ruso que compite en judo.
Participó en los Juegos Olímpicos de Tokio 2020, obteniendo una medalla de bronce en la categoría de +100 kg.
Ganó dos medallas en el Campeonato Mundial de Judo, en los años 2021 y 2024, y tres medallas en el Campeonato Europeo de Judo entre los años 2018 y 2024.
Además, obtuvo dos medallas de bronce en el Campeonato Europeo de Judo por Equipo Mixto, en los años 2018 y 2021.

## Palmarés internacional
| Juegos Olímpicos                    | Juegos Olímpicos        | Juegos Olímpicos  | Juegos Olímpicos |
| Año                                 | Lugar                   | Medalla           | Categoría        |
| ----------------------------------- | ----------------------- | ----------------- | ---------------- |
| 2020                                | Tokio (Japón)           | Medalla de bronce | +100 kg          |
| Campeonato Mundial                  |                         |                   |                  |
| Año                                 | Lugar                   | Medalla           | Categoría        |
| 2021                                | Budapest (Hungría)      | Medalla de plata  | +100 kg          |
| 2024                                | Abu Dabi (EAU)          | Medalla de bronce | +100 kg          |
| Campeonato Europeo                  |                         |                   |                  |
| Año                                 | Lugar                   | Medalla           | Categoría        |
| 2018                                | Tel Aviv (Israel)       | Medalla de plata  | +100 kg          |
| 2020                                | Praga (República Checa) | Medalla de oro    | +100 kg          |
| 2024                                | Zagreb (Croacia)        | Medalla de bronce | +100 kg          |
| Campeonato Europeo por Equipo Mixto |                         |                   |                  |
| Año                                 | Lugar                   | Medalla           | Categoría        |
| 2018                                | Ekaterimburgo (Rusia)   | Medalla de bronce | Equipo mixto     |
| 2021                                | Ufá (Rusia)             | Medalla de bronce | Equipo mixto     |